# M/B Naše more
Školsko-istraživački brod "Naše more" plovilo je u vlasništvu Vlade Republike Hrvatske, a služi za obrazovanje studenata i u znanstvene svrhe.
Nastao je 1991. godine u brodogradilištu Arturo Stabile u Trapaniu u Italiji. Prvo ime broda  je bilo "Ligny Secondo". Promijenio je ime 1998. 2000. godine je u Remontnom brodogradilištu Šibenik rekonstruiran od prvotnog ribarskog broda plivaličara, a opremljen je s tri biološka laboratorija i A-sohom za povlačenje koče. Brod je dug 31,75 metar, a širok 7,4 metara.
Povjeren je Sveučilištu u Dubrovniku, a koristi se za praktičnu nastavu u sklopu pomorskih studija Sveučilišta u Dubrovniku, Pomorskog fakulteta u Splitu, Pomorskog fakulteta u Rijeci i za znanstvena istraživanja.
Pod zapovjedništvom je kapetana Điva Benića te ima 5 članova posade. 